# 小行星1854
小行星1854（1854 Skvortsov）是一颗围绕太阳公转的小行星。1968年10月22日，塔瑪拉·斯米爾諾娃在克里米亚发现了此天体。
該小行星以俄羅斯天文學家葉夫根尼·費多羅維奇·斯克沃索夫（Evgenij Fëdorovič Skvorcov）命名。
这颗小行星的绝对星等为274.41628等。